# Macaduma foliacea
Macaduma foliacea là một loài bướm đêm thuộc phân họ Arctiinae, họ Erebidae.